# Yuxiang

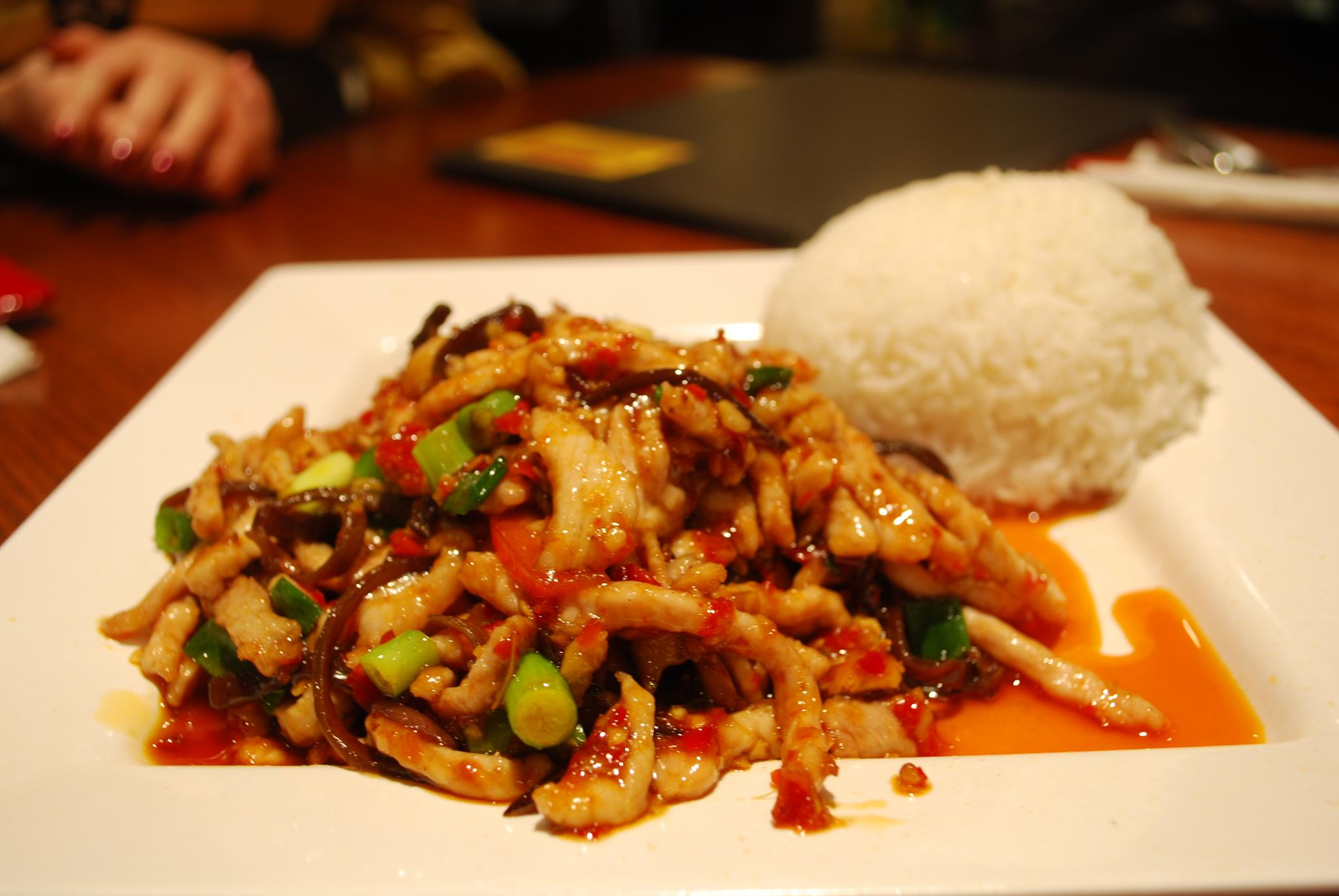
Porção de carne de porco com yuxiang.

O termo yuxiang (chinês tradicional: 魚香,chinês simplificado: 鱼香,pinyin: yú xiāng, literalmente «fish fragrance») refere-se a uma mistura intensificadora de sabores da gastronomia chinesa , e também ao molho que se prepara com ela na qual se cozinham carnes ou vegetais.   Diz-se que é originária da gastronomia de Sujuão, mas se tem popularizado e disseminado a outras cozinhas regionais chinesas. Às vezes compara-se a técnica de preparado consistente em saltear uma base de ingredientes composta por alho, alho francês e gengibre com o mirepoix da gastronomia francesa.
Além da mistura base, o preparado de yuxiang quase sempre inclui o uso de açúcar, sal, doubanjiang, molho de soja, e pimento chile.

## Preparação
A preparação correcta do yuxiang requer o picado fino de alho francês branca, gengibre e alho. Mistura-lhas em iguais proporções, ainda que algumas pessoas preferem por um pouco mais de alho francês que gengibre e alho. Logo a mistura frita-se em azeite vegetal com o doubanjiang e pimento para criar o molho salsa base.

## Molhos base
Apesar de que seu significado em sentido literal em chinês ser "fragância de pescado", o yuxiang não contêm frutos de mar, não se utiliza para preparar frutos de mar, mas para pratos que com frequência contêm carne de vaca, porco ou frango, como também receitas vegetarianas. Alguns pratos preparados com yuxiang são: 
- Yuxiang rousi (魚香肉絲): Tiras de porco frito com yuxiang
- Yuxiang qiezi (魚香茄子): Beringelas refogadas com yuxiang
- Yuxiang niunan (魚香牛腩): Carne cozida com yuxiang